# 夢想花
「夢想花」（むそうばな）は、日本のシンガーソングライターである円広志のデビューシングル。1978年11月21日にキャニオン･レコードのAARD-VARKレーベルより発売された。

## 背景
当時の円は自身のロックバンドを解散させた直後で、家計は全日空の社員として伊丹空港で勤務する妻が支え、本人はアルバイト生活を送っており、音楽活動から足を洗うことも考えていた。「好きな音楽もできなくなるのかなと考えたら、無性にさみしくなってね。ギターをたたきつけるようにして作った」と語っている。「詞や曲は15分ほどでできたが、タイトルを付けるまでに10日ほどかかった」という。
最初、この曲のデモテープはある東京の出版会社に届き、CBS・ソニーから発売されることが決まっていたが、アルバイト先で偶然会ったヤマハの関係者から「この曲でポピュラーコンテスト（ポプコン）に出てみないか」と誘われる。当時のポプコンはグランプリを獲れば確実に売れていたという意識もあって、円いわく「一か八かの賭け」で出場、『第16回ヤマハポピュラーソングコンテスト』および『第9回世界歌謡祭』でグランプリを獲得。これがきっかけでヤマハ系列のAARD-VARKからの発売が決まった。
円が出場した当時のポプコンは、開催期間が3日間あった。予選で本曲を歌唱した際、ある客がパンフレットで紙飛行機を作り飛ばしたところ客席に受け、決勝ラウンドでは円の出演時に観衆が一斉にパンフレットで紙飛行機を作り始め、歌詞の「とんでとんで」に合わせて一斉に飛ばし、客席が大盛り上がりする状況となった。この光景に圧倒された審査員が次々に高得点を与え、グランプリを獲得した。
2015年3月22日から大阪環状線福島駅の発車メロディとして採用されている。環状線が周回運転することと、歌詞の「まわってまわって…」に因んでいる。

## 音楽性
サビの「とんで」をポリリズム的に9回連呼する特徴的な歌詞のフレーズは、息切れしたのがちょうど9回目だったのでそこで切ったという本人の言がある。このインパクトは、阿久悠をして「やられた。その手があったか」と言わしめたほどだった。これは円の代名詞とも言える言葉となり、円自身ものちにあらゆるCMでこの曲の替え歌を披露している。のちに円が設立した個人事務所「オフィスとんで」の由来ともなっている。

## 記録
発売に前後して日本航空のCMソングにも使用されるなど徐々に話題を広げ、翌年の1979年2月には『ザ・ベストテン』で10位にランクインし初登場。その後もロングヒットを続け、最終的には約80万枚を売り上げた。

## 収録曲
| 全作詞・作曲: 円広志。 |                  |           |            |          |      |
| #                      | タイトル         | 作詞      | 作曲・編曲 | 編曲     | 時間 |
| 1.                     | 「夢想花」       | 円広志    | 円広志     | 船山基紀 | 5:20 |
| 2.                     | 「朝から晩まで」 | 円広志    | 円広志     | 若草恵   | 2:58 |
| 合計時間:              | 合計時間:        | 合計時間: | 8:18       |          |      |

## タイアップ
- ニッポン放送・日本テレビ「コッキーポップ」テーマ曲（1978年12月 - 1979年2月）
- 日本航空「COME TO AMERICA'78」、「JALパック'79」CMソング
- マリンポリス CMソング(1991年)
- キリンビール『関西風味生ビールすっきり仕立て』(1995年)※CM中、屋形船の中で円がこの曲を熱唱するシーンあり。
- 映画『いぬやしき』CMソング

## 替え歌として使用したCM
- フマキラー 「ベープ」(1994年)※「まわる」の部分が「落ちる」に変えられており、「とんで」の部分が商品名の連呼になっている。
- ダンロップ「MAXFLI LONG DISTANCE」(1995年)※「まわって」「まわる」の部分が「とまって」「とまる」に変えられている。
- サントリー「カロリ。」※原形を留めないほど歌詞が大幅に変更されている。
- 日清食品 阪神タイガースキャンペーン(2010年) ※景品の一つである「ひよこちゃんビーズクッション」の材質をアピールした歌詞に変えられており、円自身も宅配員役で出演。
- サッポロビール「濃いめのレモンサワー」(2023年)※円はレコーディングに参加していない。

## カバー
- チェリッシュ - アルバム『夢想花』（1979年）に収録
- 米米CLUB - VHS『米米CLUB大全集Vol.8 SHARISHARISM 7 2much-2ist』（1989年）に収録
- Emu - 1993年7月7日に『MUSO-BANA〜夢想花〜』としてシングルリリース
- 荻野目洋子 - アルバム『Songs & Voice』（2009年）に収録
- 北村早樹子 - アルバム『明るみ』（2011年）に収録
- Los Machucambos - Donde Volabas